# Zouar
Zouar is een stadje in het noordwesten van het Afrikaanse land Tsjaad. De plaats ligt in het departement Tibesti in de regio Borkou-Ennedi-Tibesti. Zouar ligt in een oase in het Tibesti-gebergte en telt enkele duizenden inwoners.
Zouar is de thuishaven van de derde, de hoogste religieuze en politieke autoriteit van de Teda, een etnische groep onder de Toeboe.

## Geschiedenis
In 1917 kwam het stadje in Franse handen nadat Tsjaad in 1902 een kolonie van Frankrijk was geworden. Na de onafhankelijkheid van Tsjaad in 1960 speelde Zouar een belangrijke rol in de Tsjadische burgeroorlog en het Tsjadisch-Libisch conflict. De controle om het stadje werd toen hevig bevochten. In 1968 werd het belegerd door rebellen van de FROLINAT-beweging. Die aanval kon met de hulp van Franse troepen afgeweerd worden. In 1977 werd Zouar alsnog ingenomen door rebellen van de FAP. Tijdens het conflict van Tsjaad met buurland Libië waren er Libische soldaten gelegerd. In 1986 werden zij door de FAP verdreven maar later dat jaar veroverden ze het stadje opnieuw. In januari 1987 werd Zouar definitief ingenomen door het Tsjadische leger. Eind 1998 brak opnieuw een burgeroorlog uit na de vorming van de rebellenbeweging MDJT. Zij waren in juni 1999 in gereedheid om Zouar en Bardaï in te nemen maar wachtten naar eigen zeggen op een overgave van het reguliere leger. In de jaren 2000 werd een vredesovereenkomst tussen beide partijen getekend.

## Geboren
- Goukouni Oueddei (1944+): voormalig staatshoofd van Tsjaad.
- Youssouf Togoïmi (1953-2002): Tsjadisch politicus en oprichter van de MDJT.